# Bell AH-1Z Viper
El AH-1Z Viper es un helicóptero de ataque bimotor fabricado en Estados Unidos por Bell Helicopter, está basado en el AH-1W SuperCobra y fue desarrollado para el Cuerpo de Marines de Estados Unidos. El AH-1Z incorpora un sistema de rotor principal de materiales compuestos de cuatro palas, transmisión mejorada, y un nuevo sistema de adquisición y designación de objetivos. El AH-1Z es parte del programa de actualización H-1, junto al UH-1Y Venom. También es llamado Zulu Cobra en referencia a su letra de variante.

## Desarrollo

### Antecedentes
Varios aspectos del AH-1Z provienen del Bell 249 de 1979, que era básicamente un AH-1S equipado con el sistema de rotor principal de cuatro palas del Bell 412. Este helicóptero mostró el diseño Cobra II de Bell en el Farnborough Airshow de 1980. El Cobra II iba a estar equipado con misiles Hellfire, un nuevo sistema señalizador y motores mejorados. Más tarde surgió la propuesta Cobra 2000 que incluía motores General Electric T700 y un rotor de cuatro palas. Este diseño despertó el interés del Cuerpo de Marines estadounidense, pero no había fondos disponibles. En 1993, Bell propuso una versión basada en el AH-1W para el nuevo programa de helicóptero de ataque del Reino Unido. El diseño derivado, bautizado CobraVenom, presentaba una moderna cabina digital y podía llevar misiles TOW, Hellfire o Brimstone. El diseño CobraVenom fue alterado en 1995, cambiando a un sistema de rotor de cuatro palas. Sin embargo, el diseño perdió contra el AH-64D más tarde aquel año.

### Programa de modernización del H-1
En 1996, el USMC lanzó el programa de modernización del H-1, firmando un contrato con Bell Helicopter para modernizar 180 AH-1W a AH-1Z y para modernizar 100 UH-1N a UH-1Y. El programa H-1 creaba helicópteros de ataque y utilitarios completamente modernizados con una considerable cantidad de partes comunes en diseño para reducir los costes de operación. El AH-1Z y UH-1Y comparten puro de cola, motores, sistema del rotor, transmisión, arquitectura de software, software, controles y pantallas en más de un 84% de componentes idénticos.
Bell participó en un equipo de pruebas conjunto integrado por Bell-Gobierno durante la fase de desarrollo de fabricación de ingeniería (EMD) del programa H-1. El programa AH-1Z progresó lentamente de 1996 a 2003, en gran parte, como una operación de investigación y desarrollo. El existente sistema de rotor bipala semirrígido oscilante se cambia por un sistema de rotor cuatripala rígido y sin rodamientos. La configuración cuatripala proporciona mejoras en las características de vuelo, incluyendo una envolvente de vuelo aumentada, velocidad máxima, tasa de ascenso vertical, carga útil y nivel de vibración del rotor reducida.
El AH-1Z voló por primera vez el 8 de diciembre de 2000. Bell entregó tres aeronaves prototipos al Mando Naval de Sistemas Aéreos (NAVAIR) de la Armada estadounidense en la Naval Air Station Patuxent River en julio de 2002, para la fase de pruebas de vuelo del programa. La producción a bajo ritmo comenzó en octubre de 2003, con entregas hasta 2018. A finales de 2006, NAVAIR concedió un contrato a Meggitt Defense Systems para desarrollar un nuevo sistema sin eslabones de manejo de munición de 20 mm para mejorar la fiabilidad de la alimentación del arma, respecto de los sistemas de eslabones existentes. Estos sistemas están siendo reinstalados actualmente en las flotas de AH-1W y AH-1Z con buenos resultados en combate en Afganistán.
En febrero de 2008, la Armada estadounidense ajustó el contrato por lo que los últimos 40 AH-1Z se construyen como células nuevas, en vez de la reconstrucción planeada anteriormente de AH-1W. E septiembre de 2008, la Armada solicitó 46 células adicionales para el Cuerpo de Marines, alcanzando el número total de ordenados a 226. En 2010, el Cuerpo de Marines planeó ordenar 189 AH-1Z, siendo 58 de ellos células nuevas, con entregas a continuar hasta 2019. El 10 de diciembre de 2010, el Departamento de la Armada la producción a pleno rendimiento del AH-1Z.

## Diseño

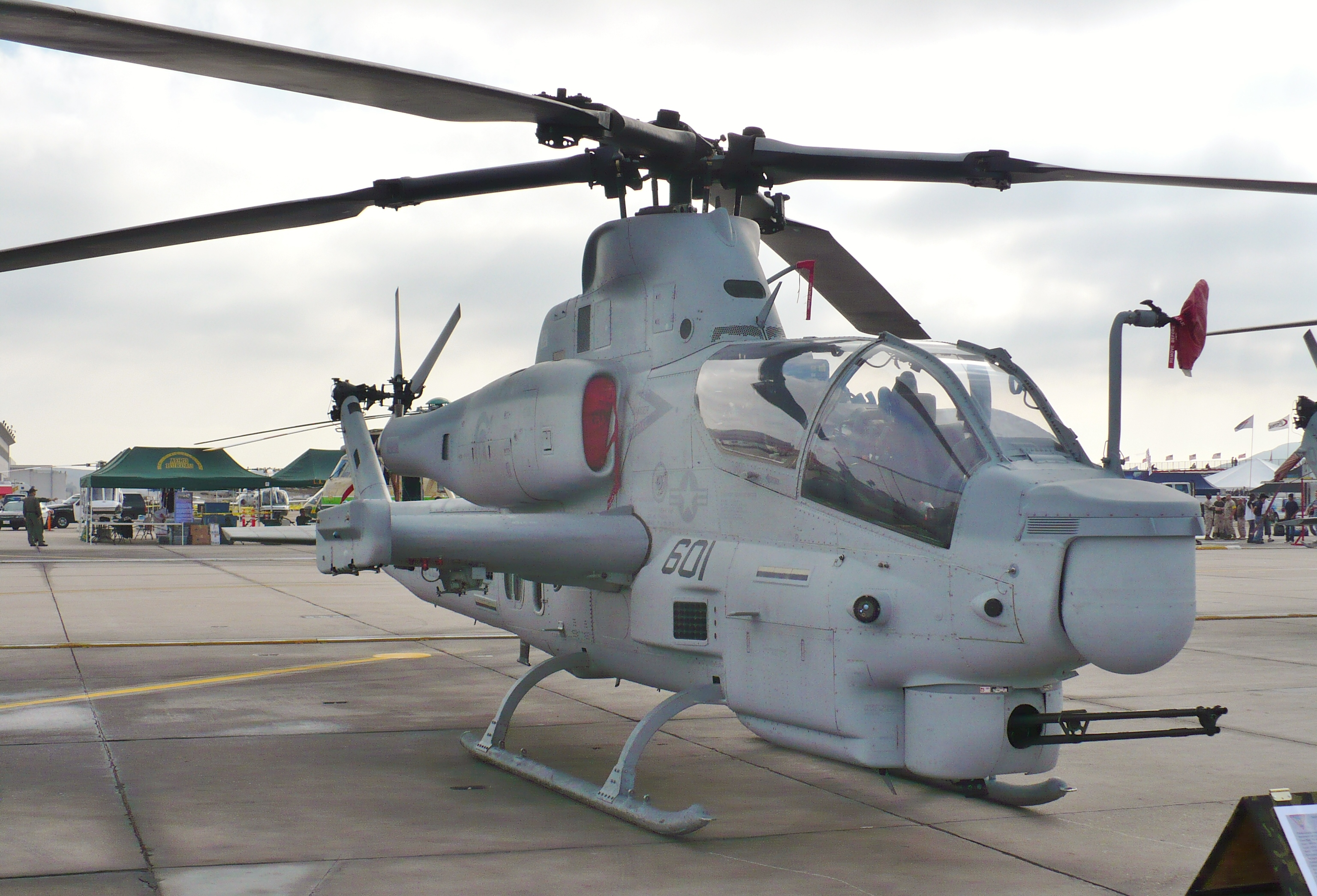
Un AH-1Z en un show aéreo, mostrando los rotores cuatripala y las grandes alas embrionarias.

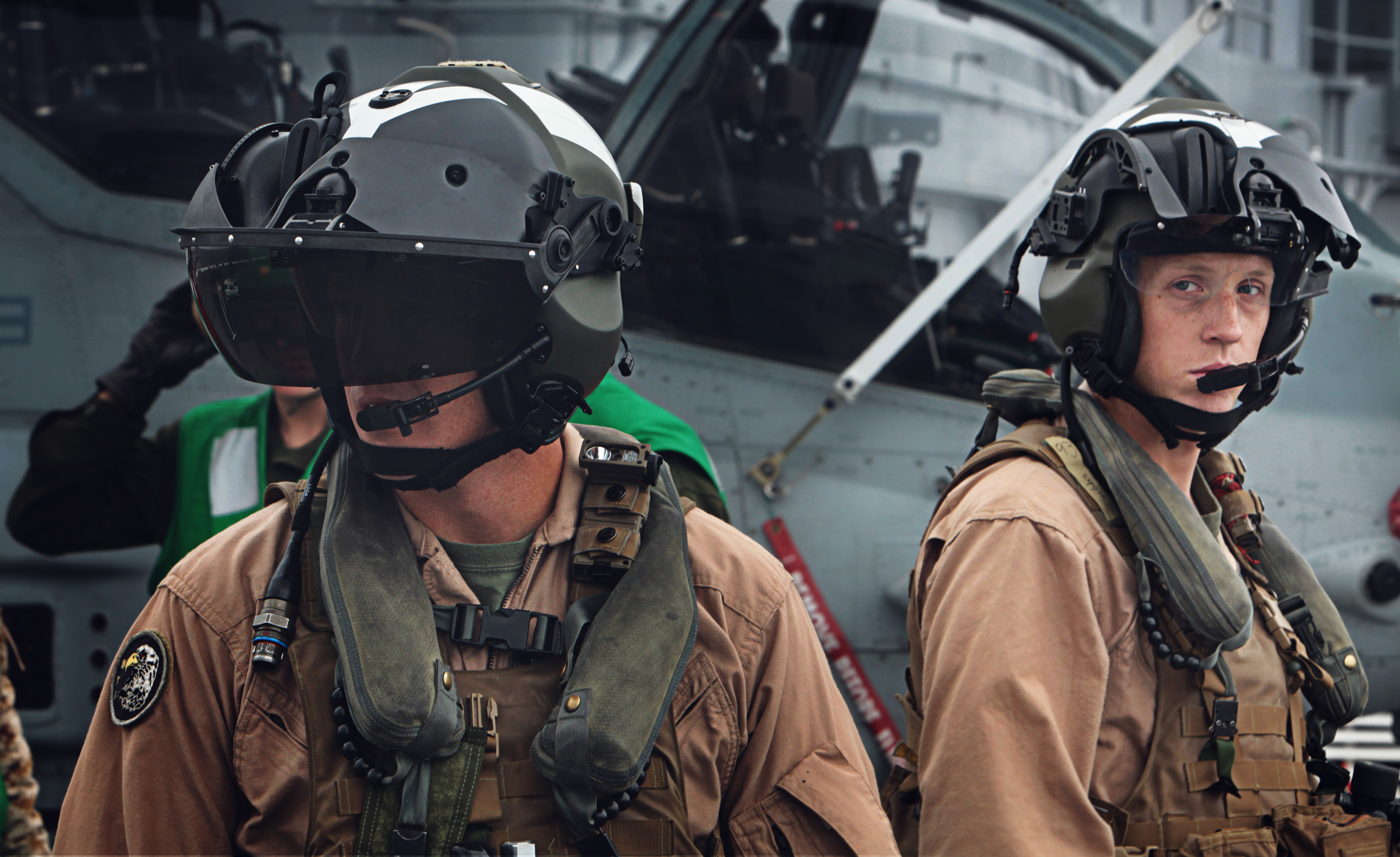
Pilotos de AH-1Z llevando visores montados en el casco.

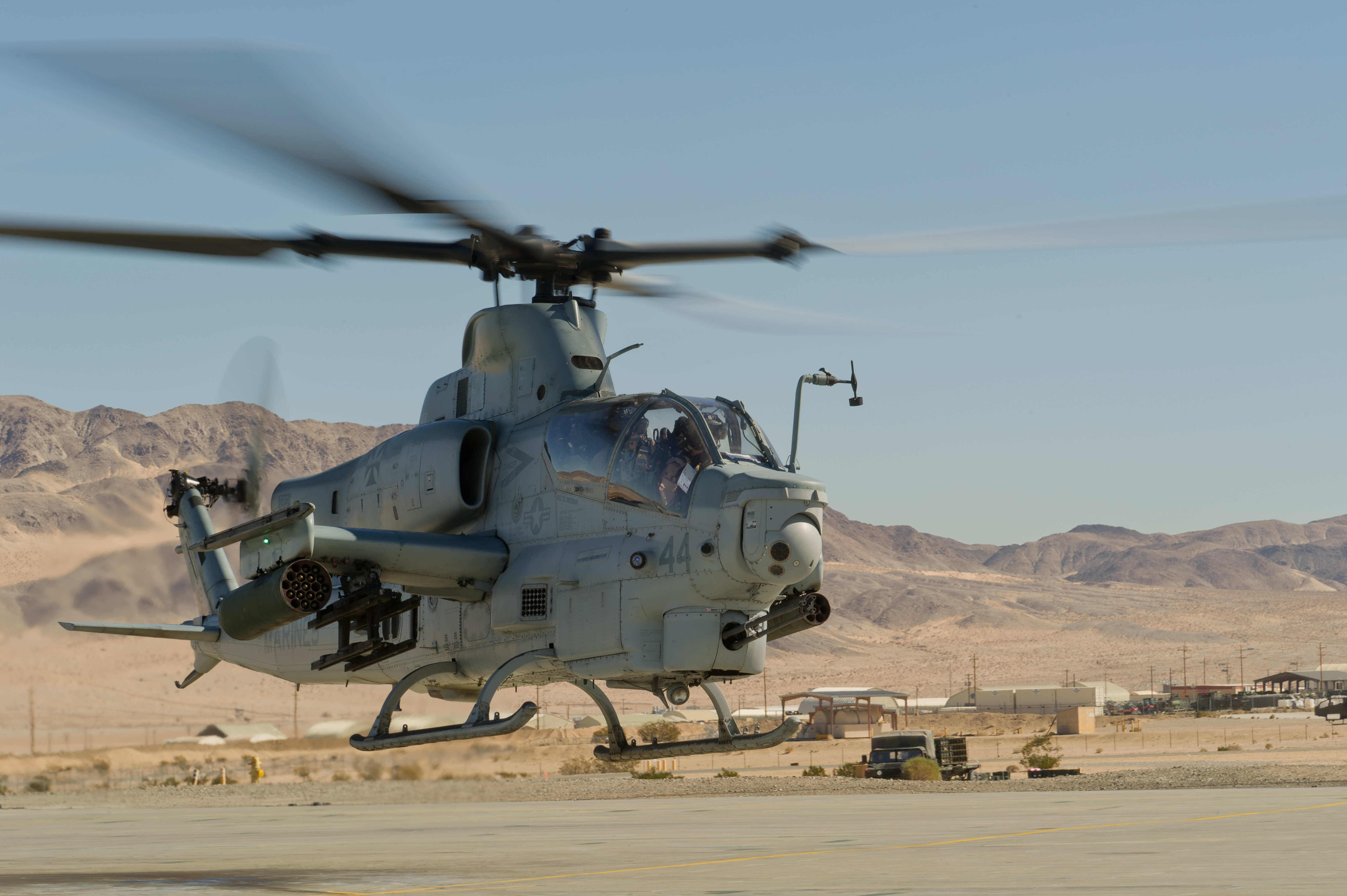
Un AH-1Z Viper se cierne sobre la línea de vuelo durante el Ejercicio 2-15 de Entrenamiento Integrado en el Centro de Combate Marine Corps Air Ground Twentynine Palms, año 2015.

El AH-1Z incorpora una nueva tecnología de rotor con aviónica militar, sistema de armas, y sensores electroópticos mejorados en una plataforma de armas integrada. Tiene supervivencia mejorada y puede encontrar blancos a grandes distancias y atacarlos con armas de precisión.
El nuevo sistema de rotor rígido sin rodamientos del AH-1Z tiene un 75% menos partes que un sistema articulado de cuatro palas. Las palas están hechas de materiales compuestos, que tienen una mayor supervivencia balística, y tiene un sistema de plegado semiautomático para el almacenaje a bordo de naves de asalto anfibio. Sus dos rediseñadas alas embrionarias son más largas, cada una con una estación de punta alar para un misil como el AIM-9 Sidewinder. Cada ala tiene otras dos estaciones para contenedores de cohetes Hydra 70 de 70 mm, o lanzadores cuádruples de misiles AGM-114 Hellfire. El radar de control de fuego AN/APG-78 Longbow también puede ser montado en una estación de punta alar.
El sistema de aviónica integrada (IAS) del modelo Z ha sido desarrollada por Northrop Grumman. El sistema incluye dos ordenadores de misión y un sistema automático de control de vuelo. Cada puesto tiene dos pantallas de cristal líquido (LCD) multifunción de 8x6 pulgadas y una de función dual de 4,2x4,2 pulgadas. Las comunicaciones combinan una radio integrada RT-1824 de la Armada estadounidense, UHF/VHF, COMSEC y un módem en una sola unidad. La navegación incluye un sistema embutido de navegación inercial GPS (EGI), un sistema de mapa digital y un subsistema Meggitt de datos aéreos de baja velocidad, que permite disparar las armas en vuelo estacionario.
La tripulación está equipada con el sistema de visor y mira montado en el casco "Top Owl" de Thales. El Top Owl tiene capacidad día/noche de 24 horas y un visor binocular con un campo visual de 40º. Su proyección del visor proporciona imágenes infrarrojas (FLIR) o de vídeo. El equipamiento de supervivencia del AH-1Z incluye los sistemas de Hover Infrared Suppression System (HIRSS) para ocultar los escapes de los motores, dispensadores de contramedidas, alerta radar, alerta de misiles entrando en ruta, y alerta de iluminación láser en el fuselaje.
El Target Sight System (TSS) de Lockheed Martin incorpora un sensor FLIR de tercera generación. El TSS proporciona observación de objetivos en condiciones diurnas, nocturnas o de mal tiempo. El sistema tiene varios modos de vista y pueden rastrear con FLIR o por TV. El mismo sistema es usado también por el Harvest HAWK del KC-130J.

### Componentes
Referencias: militaryaerospace.com

#### Electrónica
| Sistema      | País | Fabricante | Notas                        |
| ------------ | ---- | ---------- | ---------------------------- |
| Red de datos |      |            | MIL-STD-1553B, Fast Ethernet |

#### Armamento

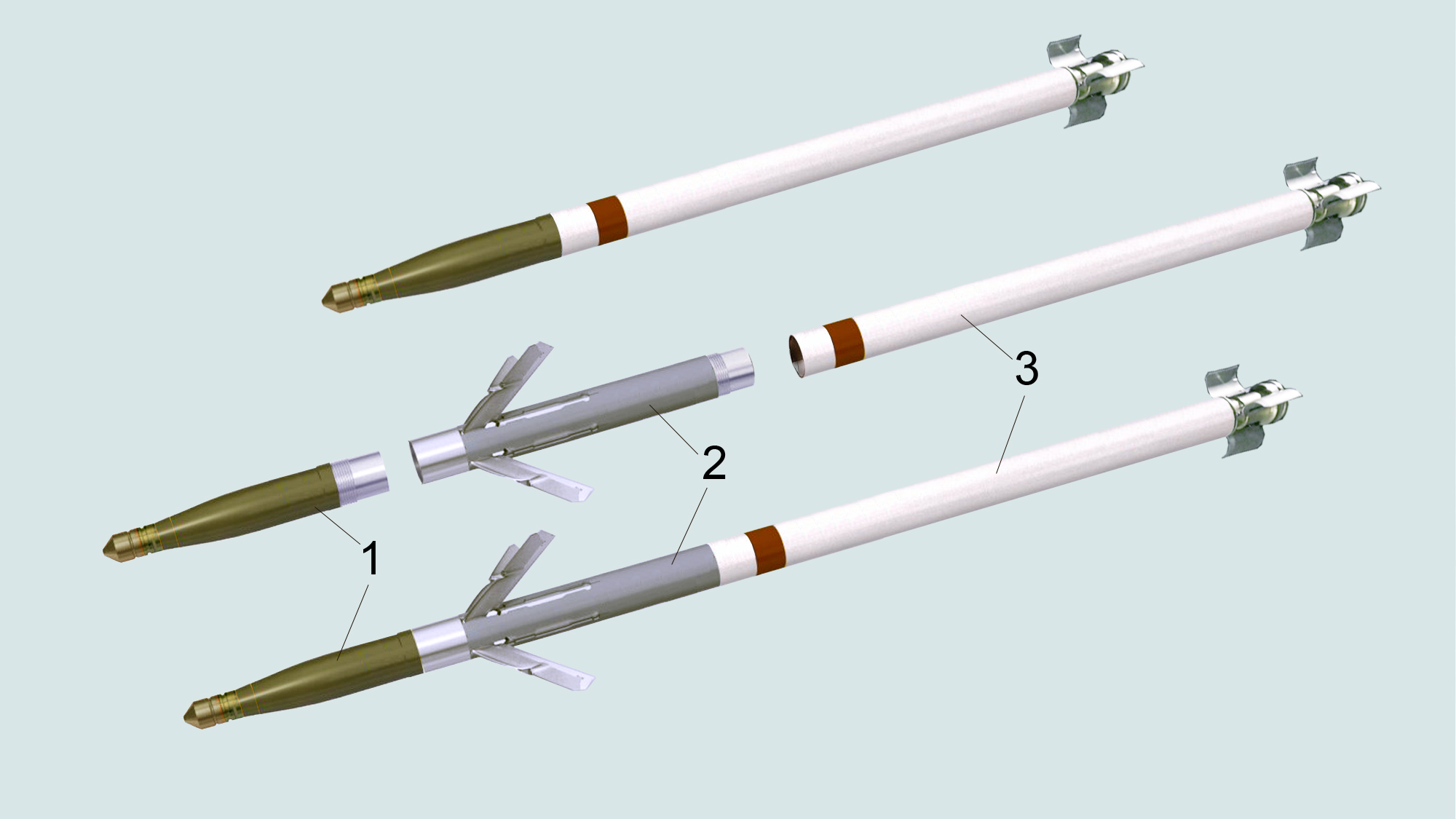
Hydra 70 + WGU-59/B = APKWS.

| Sistema                                            | País           | Fabricante       | Notas                      |
| -------------------------------------------------- | -------------- | ---------------- | -------------------------- |
| Cañón                                              | Estados Unidos | General Dynamics | 1 × M197 rotativo de 20 mm |
| Cohete aire-tierra Hydra 70 de 70 mm               | Estados Unidos | General Dynamics |                            |
| Kit de guiado láser WGU-59/B para cohetes Hydra 70 | Estados Unidos | BAE Systems      |                            |
| Misil antitanque AGM-114 Hellfire                  | Estados Unidos | Lockheed Martin  |                            |
| Misil aire-superficie AGM-179 JAGM                 | Estados Unidos | Lockheed Martin  |                            |
| Misil aire-aire AIM-9 Sidewinder                   | Estados Unidos | Raytheon         |                            |

#### Propulsión
| Sistema | País           | Fabricante       | Notas            |
| ------- | -------------- | ---------------- | ---------------- |
| Motor   | Estados Unidos | General Electric | 2 × T700-GE-401C |

## Historia operacional
El AH-1Z completó las pruebas de vuelo en el mar en mayo de 2005. El 15 de octubre de 2005, el Cuerpo de Marines de los Estados Unidos, a través del Mando de Sistemas Aéreos Navales, aceptó la entrega del primer helicóptero AH-1Z de producción para entrar en la flota. Durante el primer cuarto del año 2006, la aeronave fue transferida a la Unidad de Test Operacional en NAS Patuxent River, donde comenzaron las pruebas de evaluación operacional u OPEVAL (siglas en inglés de Operational Evaluation).
En febrero de 2008, el AH-1Z y el UH-1Y empezaron la segunda, y última, fase de pruebas OPEVAL.

## Operadores
Baréin

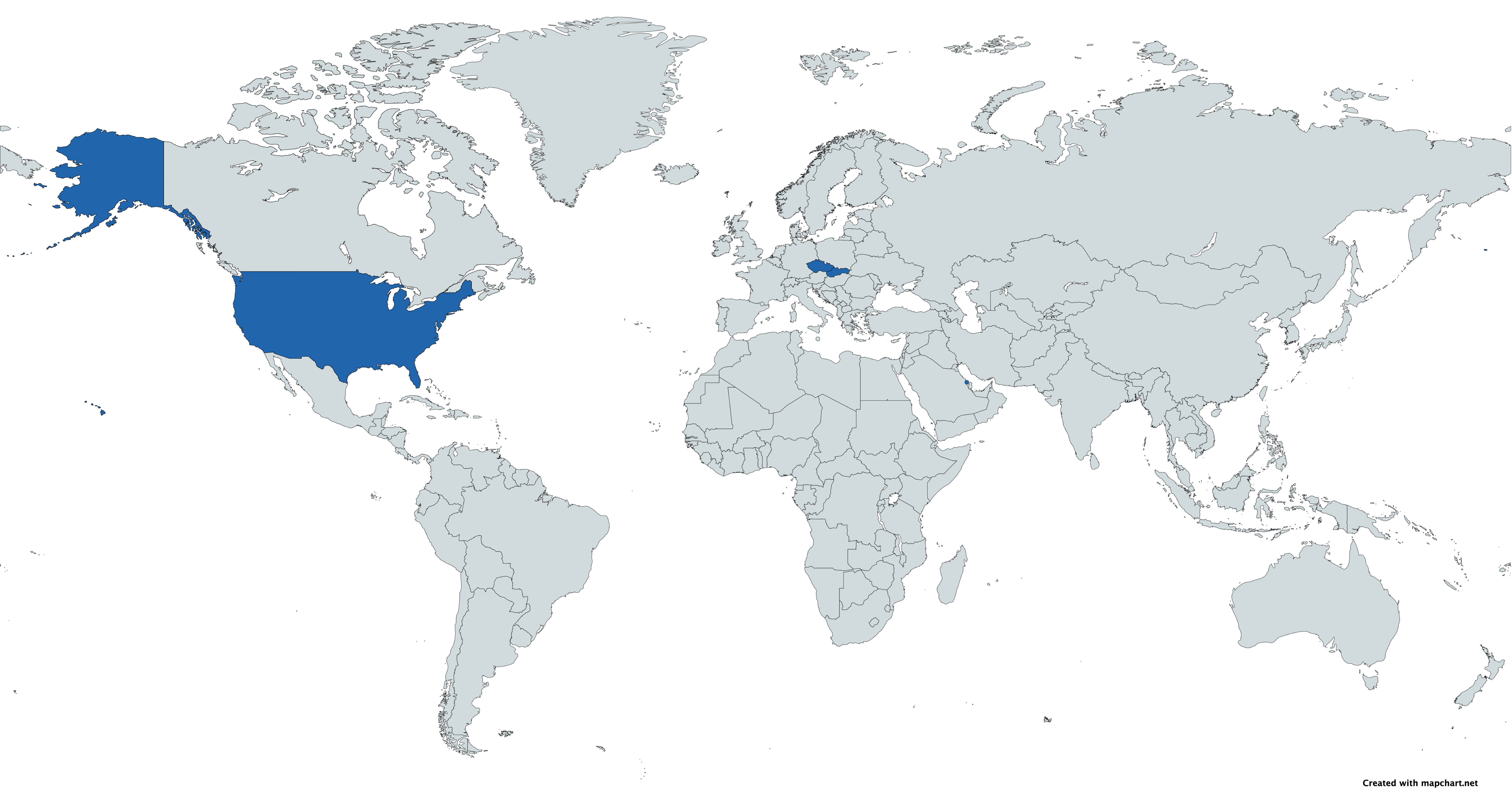
Mapa con los actuales operadores del Bell AH-1Z en azul.

- Real Fuerza Aérea Bareiní: 6 entregados de un encargo de 12 aparatos.[2]

 Estados Unidos
- Cuerpo de Marines de los Estados Unidos: 189 entregados.[26]

 Pakistán
- Cuerpo de Aviación del Ejército de Pakistán: 3 a recibir a mediados de 2017 y 9 a recibir en 2018.[27][28][29] Almacenados sin entregar por razones políticas.[30]

 República Checa
- Fuerza Aérea del Ejército de la República Checa. En septiembre de 2020 se ordenaron 4 unidades. Se espera que se entregen en noviembre de 2023.[31]

## Galería de imágenes

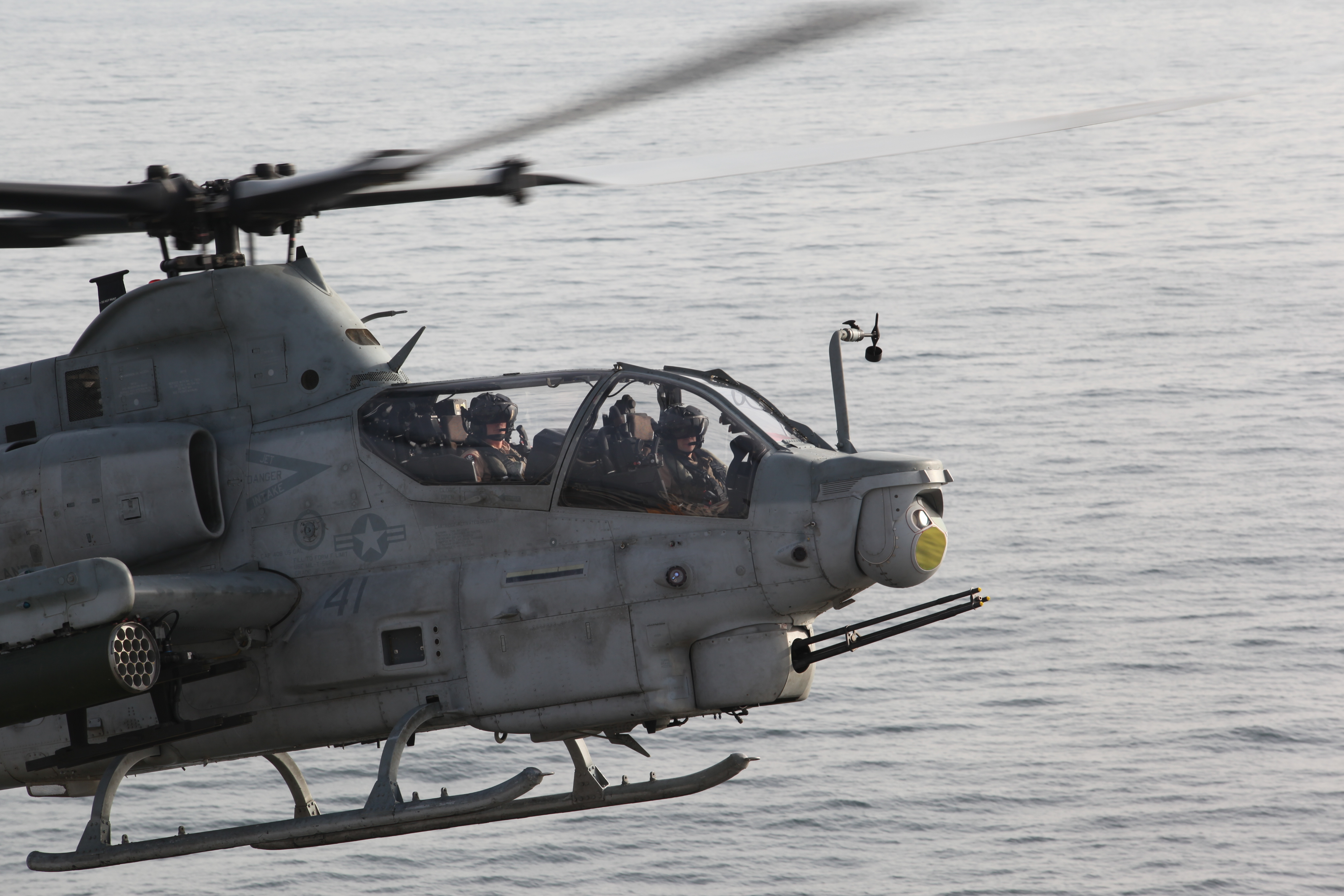
AH-1Z en vuelo.
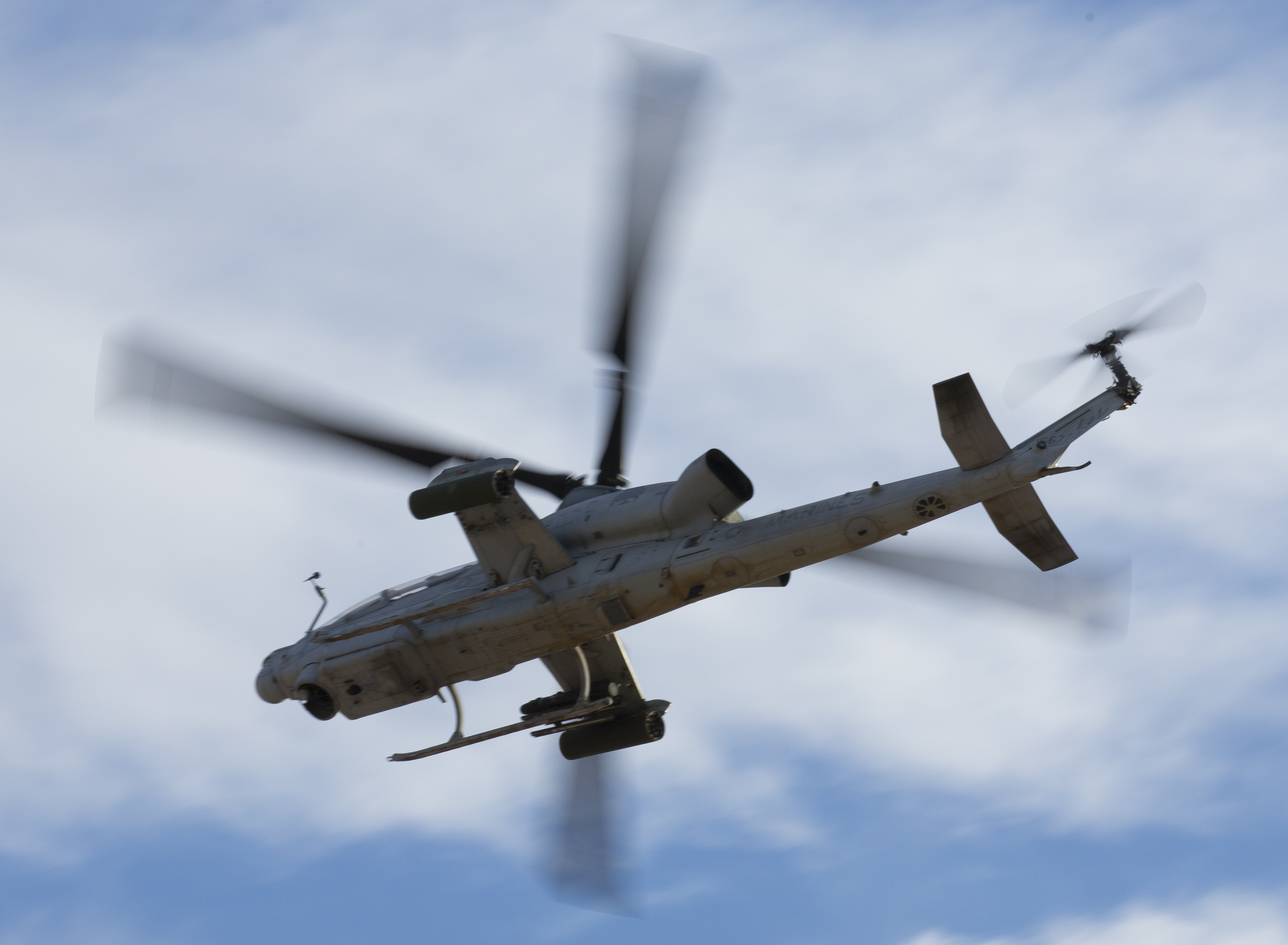
Vista inferior.
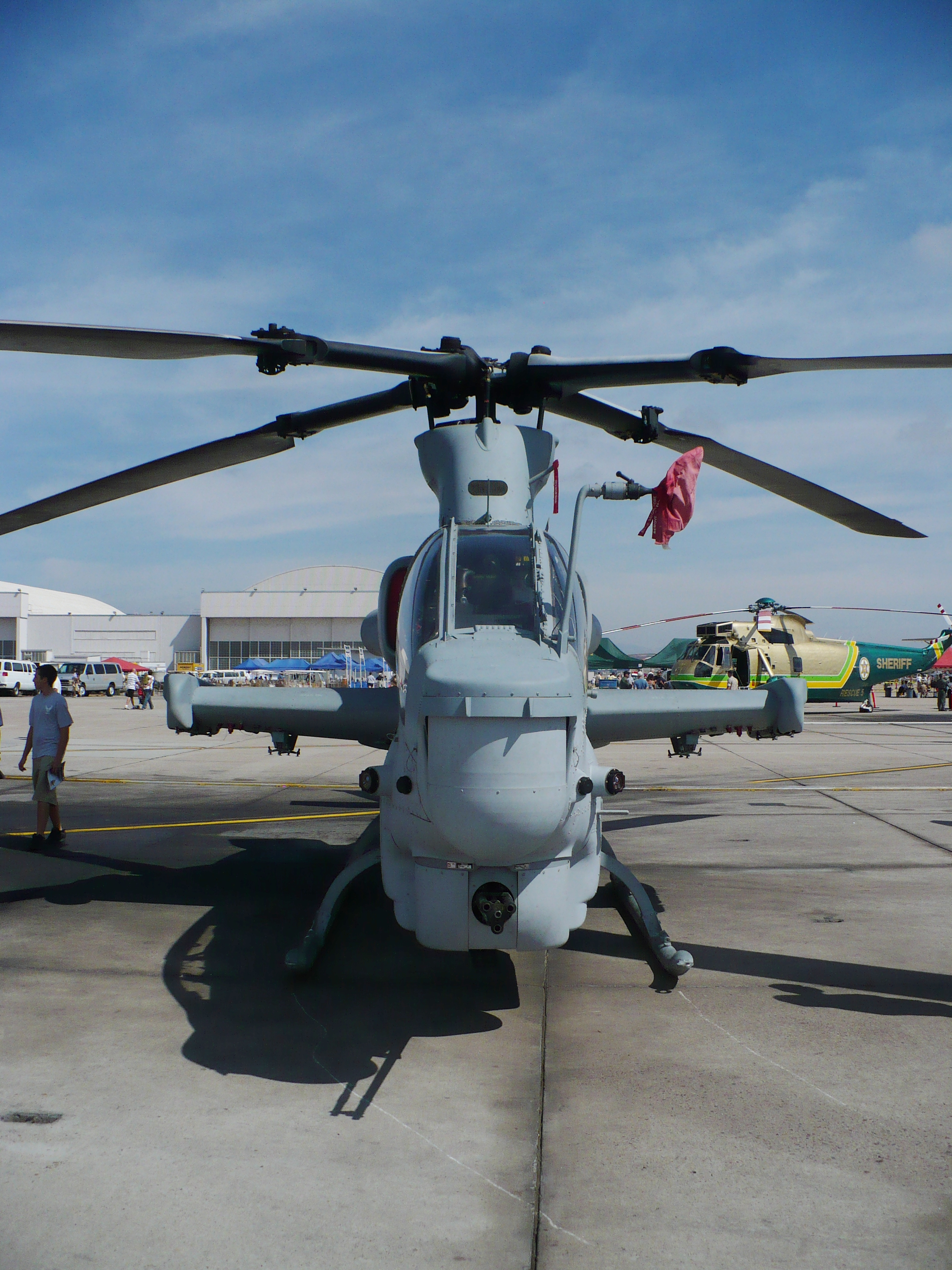
AH-1Z en el air show de Miramar, vista frontal.
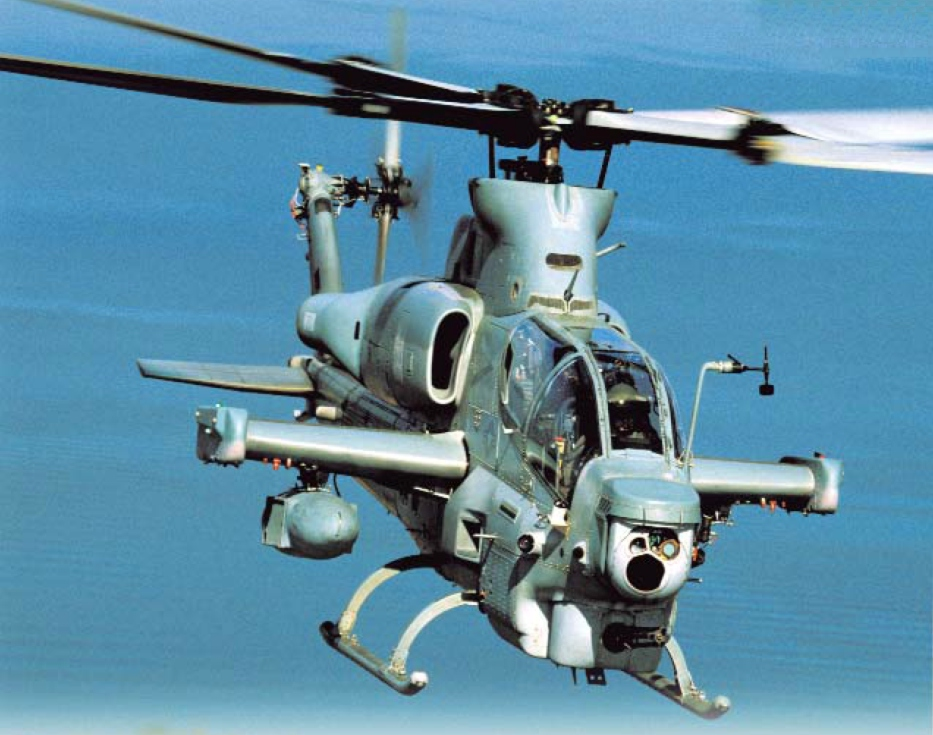
AH-1Z Viper en 2005.
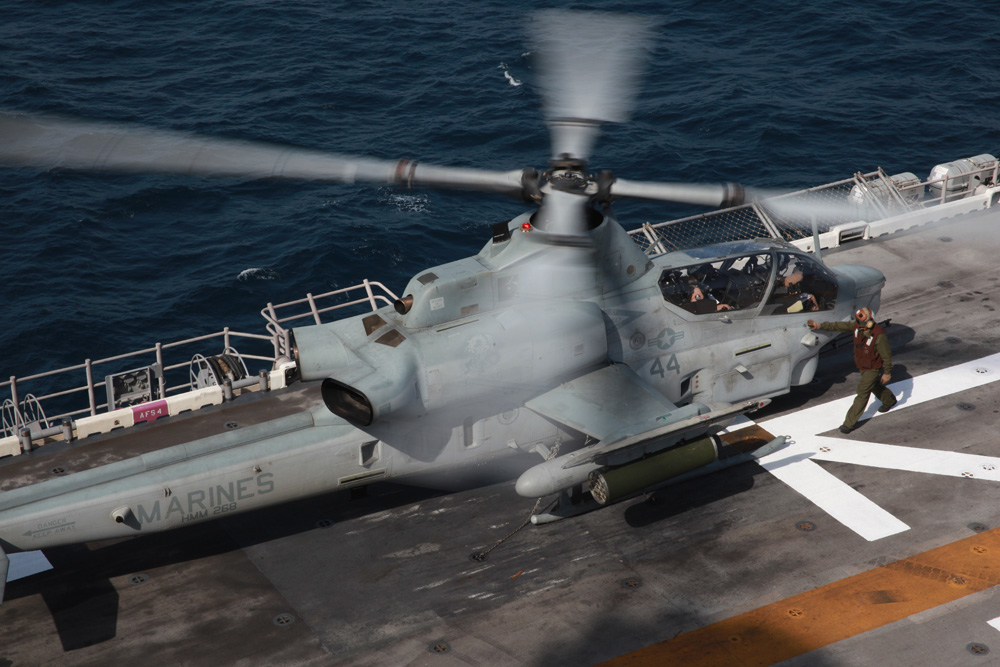
En el USS Makin Island.

## Especificaciones (AH-1Z)
Referencia datos: Bell Specifications,  The International Directory of Military Aircraft, 2002-2003, Modern Battlefield Warplanes

### Características generales
- Tripulación: Dos (piloto y copiloto/artillero)
- Carga: 3021 kg (6658,3 lb)
- Longitud: 17,8 m (58,4 ft)
- Diámetro rotor principal: 14,6 m (48 ft)
- Altura: 4,4 m (14,3 ft)
- Área circular: 168 m² (1808,4 ft²)
- Peso vacío: 5580 kg (12 298,3 lb)
- Peso útil: 2620 kg (5774,5 lb)
- Peso máximo al despegue: 8390 kg (18 491,6 lb)
- Planta motriz: 2× turboeje General Electric T700-GE-401C.
  - Potencia: 1340 kW (1847 HP; 1822 CV) cada uno.
- Sistemas de rotor: 4 palas en el rotor principal, 4 palas en el rotor de cola

### Rendimiento
- Velocidad nunca excedida (Vne): 411,1 km/h (255 MPH; 222 kt)
- Velocidad máxima operativa (Vno): 296 km/h (184 MPH; 160 kt)
- Velocidad crucero (Vc): 248,2 km/h (154 MPH; 134 kt)
- Alcance: 685 km (370 nmi; 426 mi)
- Alcance en combate: 232 km (125 nmi; 144 mi) (con 1134 kg -2500 lb- de carga).
- Techo de vuelo: 6096 m (20 000 ft)
- Régimen de ascenso: 14,2 m/s (2789 ft/min)

### Armamento
- Cañones: 

  - 1x cañón rotativo M197 con 3 tubos de 20 mm, montado en una torreta A/A49E-7 con 750 proyectiles
- Puntos de anclaje: 6 para cargar una combinación de:   
  - Cohetes: 

    - Hydra 70 de 70 mm en lanzadores LAU-68C/A de 7 o LAU-61D/A de 19 cohetes

  - Misiles: 

    - 16x Misiles aire-superficie AGM-114 Hellfire montados en cuatro lanzadores M272 de 4 en los cuatro pilones
    - 2x Misiles aire-aire AIM-9 Sidewinder montados en el punto de anclaje del extremo de cada ala

## Aeronaves relacionadas

### Desarrollos relacionados
- AH-1 SuperCobra
- AH-1 Cobra
- Bell YAH-63
- UH-1Y Venom

### Aeronaves similares
- CAIC WZ-10
- Boeing AH-64 Apache
- HAL Light Combat Helicopter
- AgustaWestland AW129 Mangusta
- Kawasaki OH-1 Ninja
- Denel AH-2 Rooivalk
- Eurocopter EC 665 Tigre
- Mil Mi-28
- Kamov Ka-50

### Secuencias de designación
- Secuencia Numérica (interna de Bell): ← 430 - 440 - 445 - 449 - 505 - 525 - 533 →
- Secuencia H-_ (Helicópteros estadounidenses, redesignación de 1962 usando números antiguos): H-1 (UH-1/N/Y, AH-1/J/T/W/Z) - H-2/G/Tomahawk - H-3 (SH-3, CH-3/HH-3) - H-4 →